# Alfabeto Bashkir
Alfabeto bashkir é a parte escrita da língua Bashkir. Durante sua existência, ele mudou sua base gráfica várias vezes. A escrita do bashkir é em cirílico. Na história da escrita bashkir, existem quatro estágios:
- XIX - início do século XX - primeiras experiências de escrita em árabe e cirílico
- 1923-1930 - escrita baseada em escrita árabe
- 1930-1940 - escrita em latim
- desde 1940 - alfabeto cirílico

## História

### Período inicial

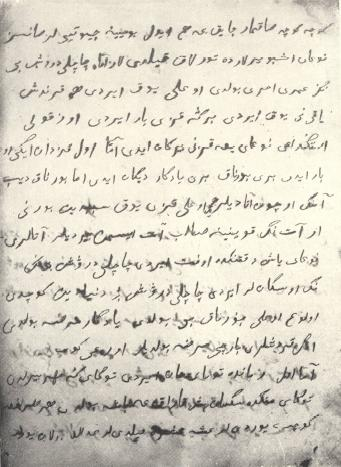
Sheger do clã de Jurmata do século XVI - uma amostra da escrita na língua turca baseada na escrita árabe.

Até meados do século XIX, a língua escrita dos bashkirs era a língua literária turca antiga (Türks) e sua versão local - a Türks Ural-Volga. Muitas obras da literatura bashkir foram escritas em Türks. Obras como Bashkir shezhere, "carta de Batyrsha à czarina Catherine II" e apelos e ordens de Salavat Yulaev- obras do século XIX. Kargaly, T. Yalsygulova, H. Salikhova, G. Sokoroy, Akmulla, M. Umetbaeva e outros nomes foram importantes nesse período. O alfabeto árabe foi usado para escrever tais obras. Nas obras literárias de vários autores do século XIX, escritos em turcos, as características da língua baskir falada são difundidas.
Em meados do século XIX, houve as primeiras tentativas de criar uma forma de escrita própria do bashkir capaz de transmitir as características fonéticas da língua. Assim, em 1869, Mirsalikh Bekchurin publicou a primeira gramática basashkir no livro “Um guia inicial para o estudo das línguas árabe, persa e tártaro com os dialetos de Bukhara, Bashkirs, Quirguistão e residentes do Turquestão”. Neste livro, do dialeto sul da língua bashkir, baseado em  árabe, ele publicou o conto de fadas "Batyr batsha əkiəte"  .
Na década de 1860, o educador missionário N. Eu Ilminsky em seu trabalho "Leitura introdutória no curso de língua turco-tártaro" sugeriu o uso do alfabeto cirílico para escrever a língua baskir. Com base neste trabalho, uma série de primers bashkir foram publicados no final do século XIX e início do século XX. O primeiro desses primers foi publicado por V.V. Katarinsky em Orenburg em 1892 (reimpresso em 1898 e 1906). O alfabeto desta edição incluía todas as letras do alfabeto russo (exceto ё, ©, ѳ, ѵ ), além de caracteres, haviam outros adicionais, ä, г̇, ҥ, ö, ӳ. Publicado em 1907 em Kazan, de A. G. Bessonov o "Primer para Bashkirs" também tinha todas as letras do alfabeto russo (exceto for , © ), além de sinais adicionais ä, г̣, д̣, ҥ, ö, с̣, ӱ. Outra cartilha foi preparada na virada dos séculos XIX  e XX por N. F. Katanov - nele o autor usou o trema diacrítico para exibir alguns sons específicos do bashkir (ӓ - / ә /, ӧ - / ө /, ӟ - / ҙ /, к̈ - / ҡ /, ӱ - / ү /, etc.). Esta cartilha permaneceu no manuscrito e não foi publicada. Em 1912, M. A. Kulaev publicou o livro “Os Fundamentos da Onomatopéia e o Alfabeto para Bashkirs” (reimpresso em 1919), que também usava o alfabeto cirílico. Para exibir os sons específicos da língua baskir, o autor usou as letras únicas de sua própria invenção. No entanto, todos esses alfabetos não foram nem são amplamente utilizados.

### Escrita em árabe
Em julho de 1921, o 2º Congresso Soviético All-Bashkir decidiu tomar medidas para criar uma linguagem escrita para a língua bashkir como a língua oficial do estado da RSSA do Bascortostão. Em dezembro de 1922, foi criada uma comissão no Centro Acadêmico do Comissariado Popular de Educação da República Socialista Soviética Autônoma de Bashkir para o desenvolvimento do alfabeto e ortografia. A comissão foi chefiada por Sayfi Ufaly, e dentre seus membros estavam G. Shonasi e S. Ramiev. O “alfabeto do meio” tártaro, com grafia árabe, proposto por G. Ibragimov em 1911, foi tomado como base da nova linguagem escrita. A comissão adaptou esse alfabeto às necessidades da fonética bashkir: foram excluídas as letras usadas em empréstimo do árabe e a ortografia das vogais foi aprimorada. No início da palavra, as vogais eram escritas com hamza (ﺀ) no topo. As vogais das linhas da frente e de trás na carta não diferiram, mas para fins significativos, sob as letras um sinal de dureza pode ser colocado - uma linha vertical (ٸٖول - ul ( he ), ٸول - үл ( die )).
letras do alfabeto tinha as consoantes ي ھ ۋ و ن م ل ڴ گ ک ق ف ﻉ ش س ژ ز ر ﺫ د ﺡ ﺝ ث ﺕ پ ب e como vogais ئ ي ۇ و ﻪ ا . Entre dezembro de 1923 e janeiro de 1924, esse alfabeto foi oficialmente aprovado. Em março de 1924, foram feitas pequenas alterações no que diz respeito à ortografia dos sons / s / e / e / no início de uma palavra. O alfabeto árabe funcionou até 1930.

### Escrita em latim

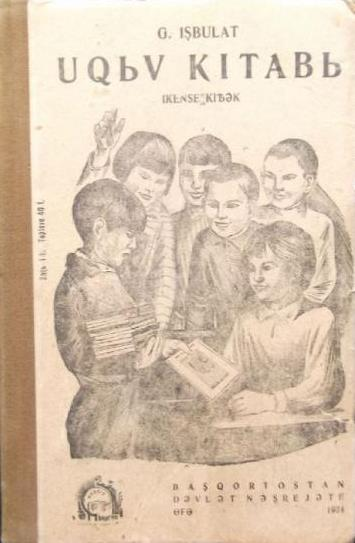
Livro didático para iniciantes em latim, de 1934.

Paralelamente à adoção do alfabeto árabe, estava se desenrolando um movimento para a adoção do alfabeto latino. Em junho de 1924, pela primeira vez, a questão da latinização da escrita bashkir foi levantada no Centro Acadêmico, e o primeiro rascunho já foi criado em outubro  (um pouco antes, em julho, especialistas em tártaro propuseram um único alfabeto latinizado tártaro-bashkir  ). Este projeto foi seguido por outros. Eles sugeriram a seguinte notação para sons: / h / - h, / x / - ħ, / s / - ȗ, ә, / ң / - n̑, / ш / - ŝ, / ҫ / - t ', / ый / - 0, / f / - ĵ, / w / - ŭ, / җ / - ĝ, j  .
Em junho de 1927, o Comitê de Toda União do Novo Alfabeto Turco aprovou um único alfabeto para os povos turcos da URSS - o Yanalif. Basicamente, o alfabeto latino bashkir foi novamente revisado. Em 6 de julho de 1930, o Comitê Executivo Central da República Socialista Soviética Autônoma do Bascortostão aprovou oficialmente esse alfabeto; no mesmo ano, surgiram as regras de ortografia baseadas nele. Posteriormente, pequenas alterações foram feitas - em maio de 1933, na conferência do Instituto de Pesquisa Científica de Linguagem e Literatura de Bascortostão, a letra Ç ç foi cancelada e em 1938 o dígrafo jj. Em 3 de março de 1939, surgiram novas regras para soletrar a língua bashkir no alfabeto latino, mas naquela época já havia uma questão de traduzir a letra bashkir para cirílico.

### Escrita em cirílico

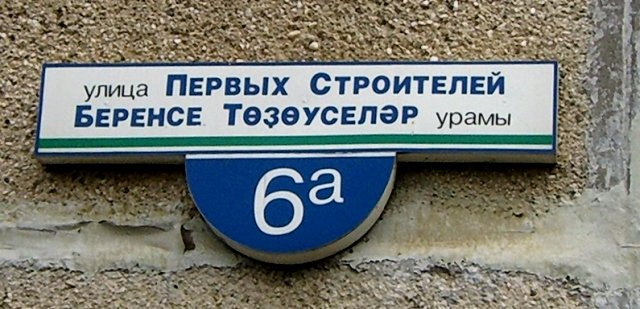
Uma placa com o nome de rua em cirílico. Cidade de Agidel.

Em agosto de 1938, foi levantada a questão de mudar para o alfabeto cirílico no bureau do comitê regional bashkir do CPSU (b). O desenvolvimento de um novo sistema de escrita começou. A maior discordância foi causada pela escrita das combinações sonoras / aa /, / ye /; / ya /, / yә /; / Yo / / yө / - sugeriu pelas letras e, i e E, respectivamente. No final, esta proposta foi rejeitada. A discussão também foi causada pela exibição de sons específicos da língua bashkir. As seguintes sugestões foram feitas:
| Sumário | Alternativa           |
| ------- | --------------------- |
| ә       | e, ӓ, ā               |
| ү       | ӳ, yy, ӱ, ӯ           |
| һ       | һь, хъ, гх, ҳ, хь     |
| ҙ       | q, q, q, q, q         |
| ҫ       | s̈, ss, ts, ts, ss, ts |
| ө       | oh, ô, ô, ǫ           |
| ң       | ng, nb, ң, ń, n̄, ҥ    |
| ғ       | g, v, g, ѓ            |
| ҡ       | ky, k, kk, k̄          |

Em 23 de novembro de 1939, o novo alfabeto foi aprovado pelo Presidium do Conselho Supremo da República Socialista Soviética Autônoma do Bascortostão e, em 1940, foi colocado em uso. Em 1950, por sugestão do Instituto de Pesquisa Científica Bashkir de Linguagem, Literatura e História, a letra ё foi introduzida no alfabeto. . Em 1981, foram introduzidas novas regras de ortografia da língua bashkir, que não afetaram a composição do alfabeto, mas introduziram uma mudança notável no uso das letras - se antes a letra Yu nas palavras bashkir originais significava as combinações de letras / yu / e / yү /, com a adoção das novas regras - somente / yu /. A combinação de sons / dү / começou a ser transmitida pelas letras dү .

## Alfabeto moderno
O alfabeto bashkir moderno é o seguinte:
| Carta          | MFA            | Carta                       | MFA                      | Carta                              | MFA          |
| -------------- | -------------- | --------------------------- | ------------------------ | ---------------------------------- | ------------ |
| A a (a)        | [ɑ], [ä]       | B b (ser)                   | [b], [β]                 | In (ve)                            | [w ~ ɥ], [v] |
| G g (ge)       | [ɟ], [g]       | Ғ ғ (ғы)                    | [ɣ]                      | D d (de)                           | [d]          |
| Ҙ ҙ ()е)       | [ð]            | E e (e)                     | [Jɘ] <br> [ɘ], [je], [e] | Yo yo (yo)                         | [jo]         |
| F ( F )        | [ʒ], [ʐ]       | Z z (ze)                    | [z]                      | E e (e)                            | [i]          |
| J th (ҡыҫҡа и) | [j]            | K a (ka)                    | [c], [k]                 | Ҡ ҡ (ҡы)                           | [q]          |
| L l (ale)      | [ɫ], [l]       | M m (uh)                    | [m]                      | N n (en)                           | [n]          |
| Ң ң (eң)       | [ŋ]            | Oh o (o)                    | [ʊ̞], [o]                 | Ө ө (ө)                            | [ø]          |
| P p (pe)       | [p]            | R p (er)                    | [r]                      | C (s)                              | [s]          |
| Ҫ ҫ ()е)       | [θ]            | T t (te)                    | [t]                      | Y (y)                              | [u]          |
| Y Y (Y)        | [y]            | F f (ef)                    | [f]                      | X x (ha)                           | [χ]          |
| Һ һ (һы)       | [h]            | Ts c (ce)                   | [ʦ]                      | Hh (th)                            | [ʧ]          |
| Sh sh (sha)    | [ʃ], [ʂ] comun | Щ Щ (ща)                    | [ɕ]                      | B B (ҡalyn <br> compilação ayyryu) | [ʲ], [ʔ]     |
| S (s)          | [ɯ]            | B b <br> compilação ayyryu) | [ʲ], [ʔ]                 | E e (e)                            | [e]          |
| Ә ә (ә)        | [æ]            | Yu yu                       | [ju]                     | Eu sou (ya)                        | [ja]         |

## Tabela de correspondência de alfabeto
Compilado por:
| Cirílico (desde 1940) | Latim (1930—1940) | Latim (1924, projeto) | Alfabeto Kulaev      | Árabe |
| --------------------- | ----------------- | --------------------- | -------------------- | ----- |
| А а                   | A a               | A a                   | А а                  | ا     |
| Б б                   | B ʙ               | B b                   | Б б                  | ب     |
| В в                   | V v               | V v                   | -                    | ۋ     |
| Г г                   | G g               | G g                   | Г г                  | گ     |
| Ғ ғ                   | Ƣ ƣ               | Ĝ ĝ                   | 13x13px 9x9px        | ع     |
| Д д                   | D d               | D d                   | Д д                  | د     |
| Ҙ ҙ                   | Đ đ               | Dh dh                 | 18x18px 12x12px      | ذ     |
| Е е                   | E e               | -                     | Ь ь, 18x18px 11x11px | ئ     |
| Ё ё                   | -                 | -                     | -                    | -     |
| Ж ж                   | Ƶ ƶ               | Ƶ ƶ                   | Ж ж                  | ژ     |
| -                     | Ç ç (до 1933)     | J j                   | -                    | ج     |
| З з                   | Z z               | Z z                   | З з                  | ز     |
| И и                   | I i               | I i                   | И и                  | ي     |
| Й й                   | J j               | -                     | Ј ј                  | ى     |
| К к                   | K k               | K k                   | К к                  | ک     |
| Ҡ ҡ                   | Q q               | Q q                   | Һ һ                  | ق     |
| Л л                   | L l               | L l                   | Л л                  | ل     |
| М м                   | M m               | M m                   | М м                  | م     |
| Н н                   | N n               | N n                   | Н н                  | ن     |
| Ң ң                   | Ꞑ ꞑ               | Ꞑ ꞑ                   | Ҥ ҥ                  | ڴ     |
| О о                   | O o               | O o                   | 10x10px ɷ            | ۇ     |
| Ө ө                   | Ө ө               | Ö ö                   | Ꞝꞝ                   | ۇ     |
| П п                   | P p               | P p                   | П п                  | پ     |
| Р р                   | R r               | R r                   | Р р                  | ر     |
| С с                   | S s               | S s                   | С с                  | س     |
| Ҫ ҫ                   | 9x9px             | Th th                 | 18x18px 16x16px      | ث     |
| Т т                   | T t               | T t                   | Т т                  | ت     |
| У у                   | U u               | U u                   | У у                  | و     |
| Ү ү                   | Y y               | Ü ü                   | 10x10px 8x8px        | و     |
| Ф ф                   | F f               | F f                   | Ф ф                  | ف     |
| Х х                   | X x               | X x                   | Х х                  | ح     |
| Һ һ                   | H h               | H h                   | 18x18px 12x12px      | ھ     |
| Ц ц                   | -                 | -                     | -                    | -     |
| Ч ч                   | C c               | C c                   | -                    | چ     |
| Ш ш                   | Ş ş               | Ç ç                   | Ш ш                  | ش     |
| Щ щ                   | -                 | -                     | -                    | -     |
| -                     | ьj (до 1939)      | Y y                   | -                    | ي     |
| Ъ ъ                   | -                 | -                     | -                    | -     |
| Ы ы                   | Ь ь               | Ә ә                   | Ъ ъ                  | ئ     |
| Ь ь                   | -                 | -                     | -                    | -     |
| Э э                   | -                 | -                     | Ь ь                  | ئ     |
| Ә ә                   | Ә ә               | E e                   | 12x12px 8x8px        | ﻪ     |
| Ю ю                   | -                 | -                     | -                    | -     |
| Я я                   | -                 | -                     | -                    | -     |
| -                     | V v               | W w                   | -                    | و     |
| -                     | -                 | Э э                   | -                    | -     |